# Nachal Sibchi
Nachal Sibchi (hebrejsky: נחל סבכי) je vádí v severním Izraeli, ve vysočině Ramat Menaše.
Začíná v nadmořské výšce přes 200 metrů nad mořem, v jižní části vysočiny Ramat Menaše, cca 1,5 kilometru severně od vesnice Mu'avija, která je od roku 1995 začleněna města Basma, a cca 1,5 kilometru jihovýchodně od vesnice Gal'ed. Odtud vádí směřuje k západu, přičemž zvolna klesá odlesněnou krajinou. Jihovýchodně od vesnice Giv'at Nili ústí zprava do vádí Nachal Ada.